# سن-ایلر-دو-دورسه، کبک
سَن-ایلِر-دو-دُرسِه (به فرانسوی: Saint-Hilaire-de-Dorset) قصبه‌ای در منطقه شهری بوس-سارتیگان ناحیه شودییر-آپالاش در استان کبک کانادا است. در سرشماری سال ۲۰۱۱ این قصبه ۱۱۱ نفر جمعیت داشته‌است و مساحت آن ۲۵۲٫۵۲ کیلومتر مربع است.